# إرنست بورغس
إرنست واتسون بورغس (بالإنجليزية: Ernest Watson Burgess)‏ هو عالم جريمة أمريكي وكندي، ولد في 16 مايو 1886 في Tilbury ‏ في  أونتاريو في كندا، وتوفي في 27 ديسمبر 1966 في شيكاغو في الولايات المتحدة.
حصل بورغس على درجة البكالوريوس (1908) من كلية كينغفيشر  (أوكلاهوما) وشهادة الدكتوراه من جامعة شيكاغو (1913). وقام بالتدريس في كل من جامعات توليدو (فرع أوهايو) و جامعة كانساس وجامعة أوهايو قبل أن يبدأ مهنة طويلة في جامعة شيكاغو (1916-1966) ، وأصبح أستاذًا فخريًا في عام 1951.
بحث بورغس العلمي في طبيعة الأسرة أدى به للتحقيق في استقرار الزواج وإمكانية التنبؤ بالنجاح أو الفشل في الزواج. وافترض أن جودة التكيف تعتمد على الاندماج التدريجي للمواقف والخصائص الاجتماعية للزوج والزوجة، ومن تلك النتائج التي توصل إليها، طور بورغس مخطط لقياس نجاح الزواج لتوقع الاستقرار الزوجي، وتُنشر النتائج التي توصل إليها بورغس حول الأسرة في العديد من الأعمال، بما في ذلك توقع النجاح أو الفشل في الزواج (1939 ؛ مع ليونارد كوتريل) والعائلة: من المؤسسة إلى الرفقة (1945 ؛ مع آخرين ؛ مراجعة. 1960). درس بورغس أيضًا كبار السن ، حرر كتاب الشيخوخة في المجتمعات الغربية (1960) ، وهو كتاب نظر في آثار التقاعد وفعالية البرامج الحكومية للمسنين. وكان من أهم أعمال بورغس مقدمة لعلم علم الاجتماع (1921 ؛ مع روبرت بارك )، وهو كتاب دراسي أصبح  كلاسيكي وفتح أفق جديدة في علم الاجتماع. ركزت الكثير من أبحاث بورغس المشتركة مع روبرت بارك حول الأراضي الحضرية والجوانب الاجتماعية للمجتمع الحضري.

## وصلات خارجية
- إرنست بورغس على موقع الموسوعة البريطانية (الإنجليزية)
- إرنست بورغس على موقع إن إن دي بي (الإنجليزية)